# Тарасов, Леонид Константинович
Тарасов Леонид Константинович (август 1905 — 2003) — участник Великой Отечественной войны, руководитель музея речного флота ГИИВТа.

## Биография
Тарасов Леонид Константинович родился в августе 1905 года (точная дата не известна) в селе Нижний Услон под Казанью в семье потомственного волгаря. Леонид Констанинович решил пойти по стопам отца и деда.
С 1920 по 1927 год Л. К. Тарасов плавал на волжских судах в различных должностях. Сначала был кочегаром на пароходе «Миссури», потом масленщиком. В 1928 году он окончил Нижегородский речной техникум по судомеханической специальности, а в 1930 году — Нижегородский политехнический техникум по судокорпусной специальности. Плавал третьим, затем вторым помощником механика на разных кораблях Волжского речного пароходства. В 1936 году Л. К. Тарасов без отрыва от производства окончил Ленинградский институт водного транспорта по специальности «Механизация портов и пристаней» и стал главным инженером Горьковского порта.
В августе 1941 года Леонид Константинович добровольцем ушёл на фронт. Его направили в Архангельск, где формировалась 12-я бригада морской пехоты. Тарасов был назначен командиром роты. В апреле-мае 1942 года он участвовал в десантной операции на мысе Пикшуев. За проявленные во время боёв мужество и героизм Л. К. Тарасов был награждён орденом Красной Звезды. В августе-декабре 1942 года в составе 254-й бригады морской пехоты он принимал участие в сражениях за сопку Муста-Тунтури, на полуострове Рыбачий. Был награждён орденом Отечественной войны, медалями «За отвагу», «За оборону Советского Заполярья», «За Победу над Германией в Великой Отечественной войне».
После окончания Великой Отечественной войны Л. К. Тарасов служил заместителем командира судоремонтного батальона в Мурманске. В 1957 году Леонид Константинович вышел в отставку в звании капитана II ранга. Работал начальником отдела технического контроля на военном судостроительном заводе. В 1970 году он переехал в город Горький, работал в Волжском речном пароходстве. С 1971 по сентябрь 1988 года Тарасов руководил музеем речного флота ГИИВТа. Леонид Константинович внес большой вклад в развитие музея. В 1988 году вышел в свет написанный им путеводитель по музею под названием «От расшивы до крылатых кораблей».
Умер Леонид Константинович в Нижнем Новгороде 7 октября 2003 года.

## Произведения
От расшивы до крылатых кораблей. Горький 1988г